# Хюбнер, Ульрих
Ульрих Хюбнер (нем. Ulrich Hübner; 17 июня 1872, Берлин — 29 апреля 1932, Нойбабельсберг) — немецкий художник-импрессионист.

## Биография
Ульрих Хюбнер происходил из артистической семьи. Будущий художник обучался живописи, поступив в Академию изящных искусств в Карлсруэ в 1892 году, где учился у Густава Шёнлебера. В 1899 году он присоединяется к культурному движению Берлинский сецессион. Ещё в 1905 году У.Хюбнер получает премию Вилла Романа, став одним из первых лауреатов этой старейшей художественной премии Германии. Жил в Берлине; работал в Берлине, в долине Хафеля (Хафельланде), в летние месяцы — в Гамбурге, Любеке и в Травемюнде.

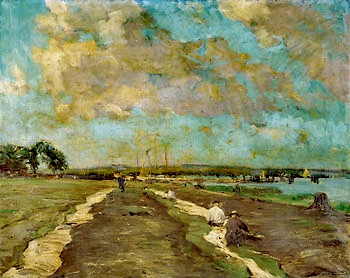
Ульрих Хюбнер. Вязальщики сетей под Травемюнде. 1905

Художник особенно любил рисовать виды на море и изображения гаваней с кораблями. Большое количество работ У. Хюбнера хранится в музее Бенхауз в Любеке и Музее искусств округа Лос-Анджелес.